# Хаїм Берлін
Ха́їм Берлін (1832, Воложин, Віленська губернія — 1913, Єрусалим) — російський рабин.
Народився в сім'ї голови Воложинської єшиви Нафталі Цві Єгуда Гірша-Лейба Берліна і Райни, дочки Іцхака з Воложина. У 1865—1885 роках — рабин Москви. У 1889—1892 роках — глава рабинського суду Воложина, в 1892—1906 роках — рабин Єлисаветграда. З 1907 жив в Ерец-Ісраель, після смерті Шмуеля Саланта в 1909 став главою ашкеназької громади Єрусалима.